# Geschichte des Geigenbaus in Klingenthal

Klingenthal 1726

Der Geigenbau in Klingenthal im Land Sachsen entstand durch die Besiedlung des Ortes durch Exulanten aus den Habsburger Gebieten im 17. Jahrhundert. Er führte zum wirtschaftlichen Aufstieg des Ortes und prägt bis heute den Musikwinkel um Klingenthal. Einer der berühmtesten Klingenthaler Geigenbauer war Caspar Hopf. Er begründete eine Dynastie, die dem Klingenthaler Geigenbau eine besondere Stilistik verlieh. Nach über 300 Jahren verschwanden die Klingenthaler Meisterwerkstätten 1975 vollständig.

## Chronik des Geigenbaus in Klingenthal

### Besiedlung Klingenthals durch böhmische Exulanten
Das Geigenmachergewerbe wurde durch den Zuzug von Exulanten ab 1659 aus Böhmen nach Klingenthal eingeführt. Dies wurde dadurch begünstigt, dass in den Gebieten um Schöneck herum geringere Steuern zu zahlen waren und man nahe an der alten Heimat wohnte. Auch die Klingenthaler Lehnsherren Boxberger waren am Zuzug der Exulanten interessiert. Vorher gab es in Klingenthal hauptsächlich Hammerschmiede, Bergleute und Köhler.
Die ältesten Geigenbauer Caspar Hopf, Johann Gottfried Dörfler und Johann Friedrich Dörfler dürften noch in Böhmen geboren sein. Viele Exulanten stammten aus der Stadt Graslitz (heute Kraslice) und den umliegenden Orten, in denen es schon früher Geigenmacher gab und 1669 eine Innung gegründet wurde. In frühester Zeit waren Melchior Lorentz, Barthel Lippold, Georg Kurtzendörffer und Michael Dörffel als Geigenmacher in Graslitz tätig. Diese wählten neben Klingenthal auch Markneukirchen als ihre neue Heimat und gründete dort 1677 eine neue Geigenmacherinnung, in der auch ortsfremde Meister aufgenommen wurden. Die Gründungsmitglieder im Jahr 1677 waren, Christian Reicholt, Caspar Schönfelder, Johann Caspar Reicholt, Johann Georg Poller, Caspar Hopf, Johann Schönfelder, Johann Gottfried Götzel, Johann Adam Kurtzendörffer, Johann Adam Pöpel, Johann Georg Schönfelder, David Rudert und Simon Schönfelder. Es befanden sich unter den 12 Gründungsmitgliedern der Innung nicht weniger als sieben Geigenmacher, die in Klingenthal geboren wurden oder wenigstens zeitweilig lebten.
Die herausragende Persönlichkeit des Klingenthaler Geigenbaus war Caspar Hopf, der sich in Quittenbach niederließ und dessen Nachfahren über viele Generationen das Geigenbauerhandwerk betrieben. Er starb 1711 in Stolberg (Harz) auf dem Weg zur Braunschweiger Messe. Die Gründung einer eigenen Klingenthaler Innung erlebte er, wie auch sein Sohn Johann Michael, nicht mehr. Johann Michels Witwe führte die Werkstatt weiter, ihr wurde die Förderung eines Gesellen erlaubt. Weiterhin waren noch Georg Caspar Hopf, Georg Friedrich Hopf und Hans Georg Ludwig als Geigenbauer tätig.

### Gründung und Entwicklung der ersten Innung
Die Gründung der Klingenthaler Innung beantragten die vier Geigenmacher Hannß Georg Ludewig, George Caspar Hopff, Johann George Dörffler und George Friedrich Hopff. Das Gesuch wurde daraufhin vom Amtmann an Herzog Moritz Wilhelm von Sachsen überstellt, der die entsprechende Genehmigung am 20. Januar 1716 erteilte. Am 24. Januar schließlich fand die Gründung der Innung statt, zunächst bestand sie aus vier Meistern und einer Meisterwitwe. Der erste Obermeister war Georg Caspar Hopf. Die Klingenthaler Meister, die vorher zur Innung Markneukirchen gehörten, wechselten nach und nach in die Klingenthaler, so 1716 Christian Friedrich Dörffler, 1723 Johann Adam Richter und 1730 Johann Christian Uebel.
Viermal im Jahr fanden sich die Meister und die Gesellen zu den Konventen zusammen. Zweck war die Besprechung allgemeiner Angelegenheiten, die die Geigenmacher betrafen, die Bezahlung der Abgaben an die Innung sowie Meistersprechungen, Mutungen (Bitte um Zulassung zur Meisterprüfung), Aufdingungen (Aufnahme von Lehrlingen) und Lossprechungen. Auf dem Konvent wurde auch die Jahresabrechnung der Innung vorgenommen. Der Veranstaltungsort war die Wohnung des Innungsmeisters, der dafür das größte Zimmer bis auf die Sitzgelegenheiten und die Innungslade leerräumte, später wurde jedoch aus Platzgründen der Gasthof für die Treffen genutzt.
Mit Zunahme der Geigenmacher fielen auch die Konvente immer umfangreicher aus, so dass die Aufgaben auf zwei Tage verteilt wurden, anstatt auf einen wie in den Anfangsjahren.
Im Jahre 1780 beschwerten sich die Meister, dass Lauten und Gamben außer Gebrauch gekommen seien. Der Bau dieser war für den Erwerb des Meisterbriefes vonnöten. Die Klingenthaler Geigenmacher waren bestrebt, ihre Instrumente an Markneukirchner Händler zu liefern. Daraus resultierte ein 150 Jahre anhaltender Geigenkrieg zwischen den beiden Ortschaften. 1695 datiert der erste Result, dass kein Geigenmacher eines Ortes im anderen seine Geigen verkaufen dürfte.
Unter Klingenthals Organisten fanden sich auch Geigenbauer, so auch David Christian Havemann. Er war Geigenbauer und Acciseinnehmer. Havemann bekleidete dieses Amt von etwa 1740 bis 1788. Es folgte sein Sohn Friedrich Wilhelm als Organist bis 1774, auch er war Geigenmacher. Ihm folgte Johann Georg Ströz, Musikinstrumentenhändler. Danach wurden Organisten aus anderen Berufen eingesetzt. Auf ihre Geigenzettel schrieben die Erwähnten gern ihren Beruf (Organist und musikalischer Instrumentenmacher).
Den Klingenthalern machte die Patrimonialgesetzgebung zu schaffen. 1770 erfolgte deren Abschaffung. Die Innungsmeister führten langatmige Streitereien um Befreiung ihrer Söhne von landwirtschaftlichen Fronen und vom Militärdienst. Diesem Anliegen wurde entsprochen. Von 1789 bis 1809 dauerte die Auseinandersetzung wegen der Freistellung vom Wehrdienst.
Das 100-jährige Jubiläum der Erbauung der Kirche „Zum Friedefürsten“ und die Feier der 300-jährigen Einführung der Reformation sahen die Geigenmacher-Innung präsent. Als König Friedrich August II. Klingenthal am 5. August 1846 besuchte, war eine Reihe Musikinstrumente ausgestellt. Am 23. Juli 1860 weilte König Johann in Klingenthal. Er ließ sich die Situation der Werkstätten ausführlich schildern. Dazu hatte die Geigenmacherinnung eine Ausstellung mit eingerichtet. Der Absatz von Instrumenten verlief in diesen Jahren auf und ab. Vor allem der Amerikanische Bürgerkrieg machte den Handwerkern zu schaffen, da Amerika der Hauptmarkt für Instrumente aus dem Vogtland war. Die Einweihung der Musikschule fand am 1. November 1843 statt und 60 junge Leute meldete sich.

### Wirtschaftsaufschwung und Harmonikabau in Klingenthal
1829 kam es in Klingenthal zum großen Umschwung. Die Holzkammfertigung und Mundharmonikaindustrie fanden Eingang in Klingenthal. 1852 folgte dann der Akkordeonbau. Dadurch fanden große Teile der Bevölkerung Arbeit bei sofortiger Bezahlung. Auch Geigenbauer wandten sich der neuen Beschäftigung zu, denn das Arbeitsfeld erforderte wenig Geschicklichkeit und es entfiel die Gesellenwanderzeit. Vorher musste ein Geigenmacher Fördergeld zahlen und konnte bei nötiger Gewandtheit in ein paar Jahren damit rechnen, als angesehener Geigenmacher zu gelten. Er musste Werkzeug und Werkstatteinrichtung stellen, Klangholz kaufen, Steuern zahlen und für Absatz seiner Produkte sorgen. Hier vergingen Jahre, ehe man als Geigenbauer richtig verdiente. Nach 30 Jahren war die Blütezeit der Holzkammfertigung vorbei. Die Arbeiter wechselten in die Harmonikafabriken über. 1862 besaß der Geigenbau 166 Einzelwerkstätten.

### Auflösung der ersten und spätere Gründung der zweiten und letzten Innung
1887 löste sich die Geigenmacher-Innung auf. 1868 gründete Julius Berthold seine Firma zur Herstellung von Maschinen für den Musikinstrumentenbau. Zur mechanischen Herstellung von Böden und Decken erfand der Klingenthaler Ingenieur William Thau 1904 eine Kopierfräsmaschine. 1888 begann die Orchestrion-Herstellung. 1895 verkündete die Handels- und Gewerbekammer Plauen, bei der Firma F.O. Glaß seien die ersten Streichkonzert-Orchestrions entwickelt worden. Am 28. November 1913 erfolgte die Gründung der „Musikinstrumentenbauer-Innung Brunndöbra und Umg.“. Dies bedeutete ein Aufflammen der alten Geigenmachertradition. Zu dieser Zeit waren 55 Geigen-, Violoncello- und Kontrabassmacher Mitglieder der Innung. 1933 waren es noch 45 Meister und sechs Gesellen. 1934 wurde Otto Goram als Obermeister eingesetzt. Im Jahre 1945 übernahm Max Richard Herold als Obermeister die Leitung. Mit seinem Tod erlosch am 9. April 1975 die Innung.

### Gegenwart
Im Jahr 1997 entstand in Klingenthal die Fachschule für Musikinstrumentenbau. So wurden erstmals nach dem Zweiten Weltkrieg in Klingenthal wieder Geigenbauer ausgebildet. Dadurch gewann der Ort für den Geigenbau erneut an Bedeutung, denn neben der Klingenthaler Schule gibt es in Deutschland nur noch die Geigenbauschule in Mittenwald. Auch zur Geigenbauschule in Luby hatte man regen Kontakt, bis diese schloss.

## Statistik der Geigenbauer zwischen 1728 und 1896
(1871 war im Klingenthaler Amtsbezirk über 1/3 sämtlicher Arbeitskräfte in der inzwischen vorherrschenden Harmonikaindustrie beschäftigt)

## Werdegang eines Geigenmachers
Als Geigenmacherlehrlinge kamen nur eheliche Söhne ehrlicher Eltern in Betracht. Die Söhne von Totengräbern, Hirten und Schindern waren davon ausgeschlossen. Ein 14-tägiger Probedienst sollte überhaupt erst die Eignung erkennen lassen. Erst dann konnte der Vater beim Obmann um Aufdingung seines Sohnes ansuchen. Diese wurde vorgenommen, wenn er zwei Gulden in die Innungslade und zwei Gulden ins Amt zahlte, außerdem noch 4 gr. Fordergeld entrichtete. Doch schützte die Innung auch den Lehrmeister insofern, als sie ihm die Aushändigung des Lehrgeldes (einschließlich Kost und Wohnung) in Höhe von 16 Gulden sicherstellte. Der Vater hatte der Innung für die Zahlung Kaution oder Bürgen zu stellen. Nun begann die vierjährige Lehrzeit. Jeder Meister hatte immer nur einen Lehrling zu halten, damit keiner vernachlässigt würde und sich etwa zum Pfuscher entwickeln müsste.

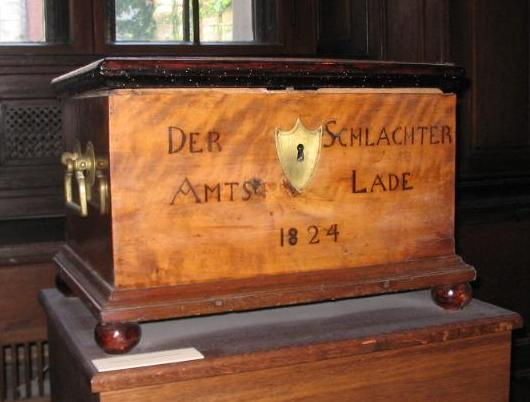
Eine Innungslade

Nach ausgestandener Lehre erfolgte der Freispruch gegen Entrichtung einer Schreibgebühr von etlichen Groschen, während später eine Abgabe dafür fällig war. Wahrscheinlich war diese nur die Ablösung für den Lehrbraten und der zwei Eimer Bier, die nach den Artikeln von 1716 jeder Freigesprochene zu geben hatte. Die Meistersöhne waren vom Lehrbraten befreit. Sie waren zur Entrichtung des Geldes für einen Eimer Bier verpflichtet.
Auch sonst genossen ursprünglich die Meistersöhne verschiedene Vorteile. Man wollte jedenfalls durch die hohen Beiträge verhindern, dass allzu viele Fremde in das Gewerbe kamen, dass es zu sehr verbreitet würde und dadurch die Lage des ganzen Standes verschlechtert würde. Die Schwiegersöhne der Meister waren den Söhnen gleichgesetzt.
Der neue Geselle sollte nun zwei Jahre sich ununterbrochen in der Fremde aufhalten. Durch vorzeitige Heimkehr abgebrochene Wanderschaft sollte vollkommen ungültig sein. Befreien konnte davon nicht die Innung, sondern nur die landesfürstliche Regierung. Wanderziele konnten natürlich nur Gebiete sein, in denen der Geigenbau heimisch war, so Böhmen, Oberbayern, Tirol, Salzburg und vielleicht auch Italien. Es sind nirgends Unterlagen vorhanden, ob wirklich die Wanderschaft so streng durchgeführt wurde. Tatsache ist, dass sie nach 1840 nicht mehr eingehalten wurde.
Nach den ursprünglichen Festsetzungen sollte der heimgekehrte Geselle das Recht haben, um die Meisterwerdung nachzusuchen. Er musste an drei aufeinanderfolgenden Quartalen seinen Wunsch vor offener Lade vorbringen, d. h., er sollte „muthen“. Dabei zahlte er jedes Mal seinen Mutgroschen oder das Fordergeld. Nun wurde die Zeit angesetzt, zu welcher er seine Meisterstücke anfertigen musste. Das sollte unter Aufsicht dazu abgeordneter Meister stattfinden, wahrscheinlich „damit nicht frembde Hülffe gebrauchet würde“, wie es auch in Markneukirchen gehandhabt wurde, „zwischen früh und abends 6 Uhr, unter Aufsicht des Obmanns und zweier Vormeister am ersten Tag, später nur des einen Vormeisters bei Beginn und Schluß der Tagesarbeit“.

### Zu fertigende Instrumente zum Erwerb des Meisterbriefes
Als Meisterstück wurde folgendes von der Innung verlangt:
- eine Violine oder Discant-Geige von schönem Holz und gutem Firniss
- eine tüchtige und wohlformierte Laute
- eine tüchtige und wohlklingende Viola da gamba
- eine tüchtige Davids-Harfe
- und zwar alle Stücken ohne Tadel und Flecken.